# チェルスン
チェルスン（ノルウェー語: Tjeldsund、北部サーミ語: Dielddanuorri）は、ノルウェーのトロムス県にある自治体。行政の中心地であるホール村のほか、フェルダール、ラムスンなどの村落がある。域内にはノルウェー消防学校があるほか、ラムスンには海軍特殊作戦部隊の基地がある。
1909年にロディンゲンからオフォーテン地域の一部が分離し設立された。1919年以降はヌールラン県に属していたが、2020年1月1日に隣接する旧トロムス県のSkånland自治体と越境合併し、新設されたトロムス・オ・フィンマルク県に移管された。2024年1月1日にトロムス・オ・フィンマルク県は廃止され、トロムス県に移管された。
北部サーミ語を公用語とする自治体のひとつで、ノルウェー語と併記する際は「北部サーミ語 - ノルウェー語」の順番で書かれる。自治体としての正式名称は Dielddanuorri suohkan – Tjeldsund kommune。

## 基礎情報

### 地名

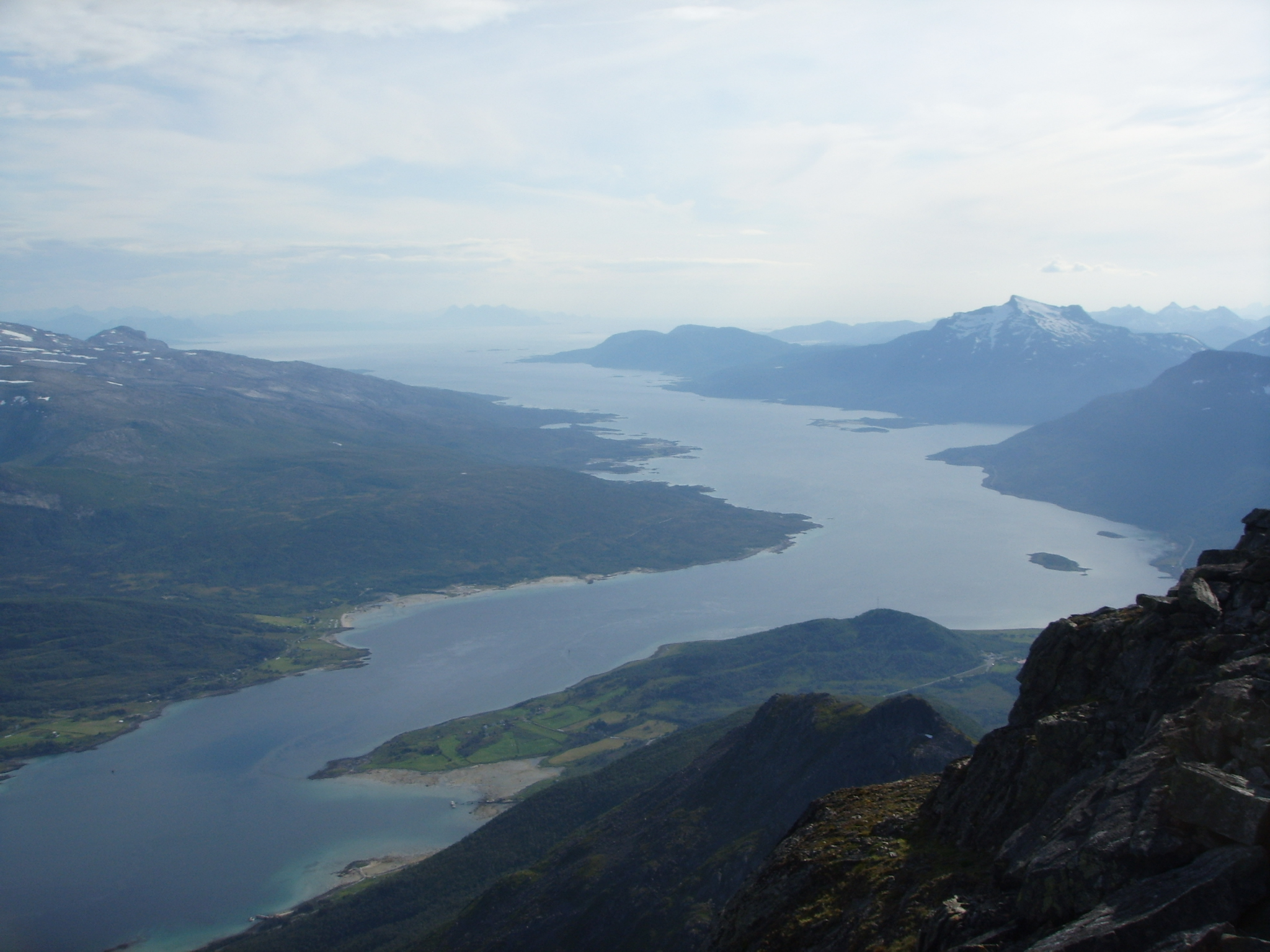
チェルド海峡

自治体はチェルド島とヒン島の間に横たわるチェルド海峡（チェルスンデット、Tjeldsundet）にちなみ名付けられた。海峡の名の初めの部分はチェルド島の古ノルド語名で、最後のsundは「海峡」を意味する。島の名はミヤコドリを意味するtjaldrという語が転訛したものと考えられている。

## 紋章
現在の紋章は1990年に国王の認可を得た。タウの十字架の形をしたT字は、チェルスン（Tjeldsund）のイニシャルを表している。